# Sadateru Arikawa
Sadateru Arikawa (有川定輝 Arikawa Sadateru?) 20 de enero de 1930-11 de octubre de 2003 era un maestro japonés de aikidō enseñaba en el Aikikai Hombu Dojo.
Nacido en  Tokio, Arikawa practicó karate de joven. Empezó a entrenar aikido en el Aikikai Hombu Dojo en 1948 y fue promocionado a  9.º dan en 1994.
Arikawa fue durante muchos años editor del periódico  Aikikai,  y enseñó fuera del hombu dojo, incluyendo el de Asahi Shimbun, Universidad Hosei, y numerosas universidades.
- Datos: Q3132030